# Schwarzer Berg (Eschweiler)

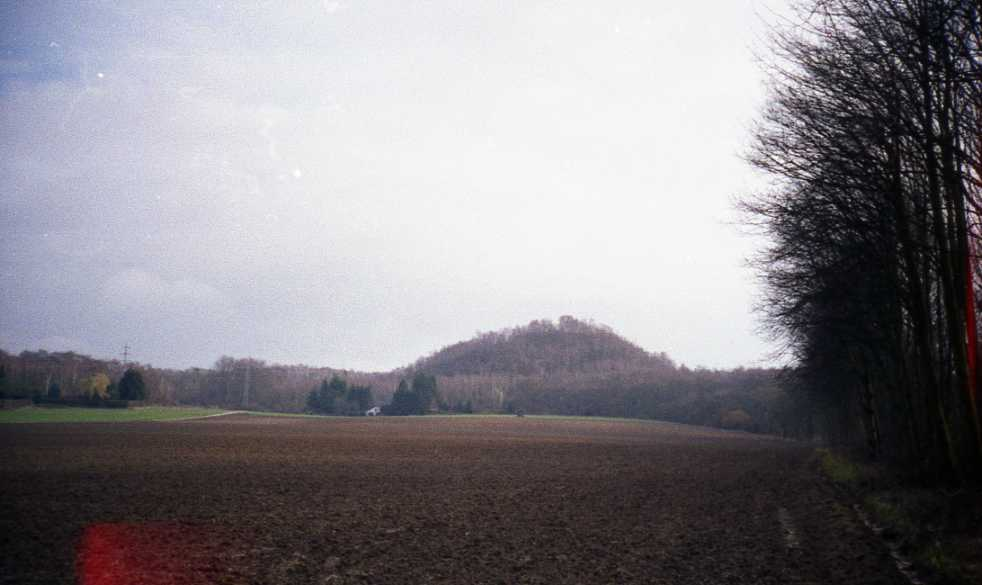
Blick von der Hundsgracht bei Bergrath

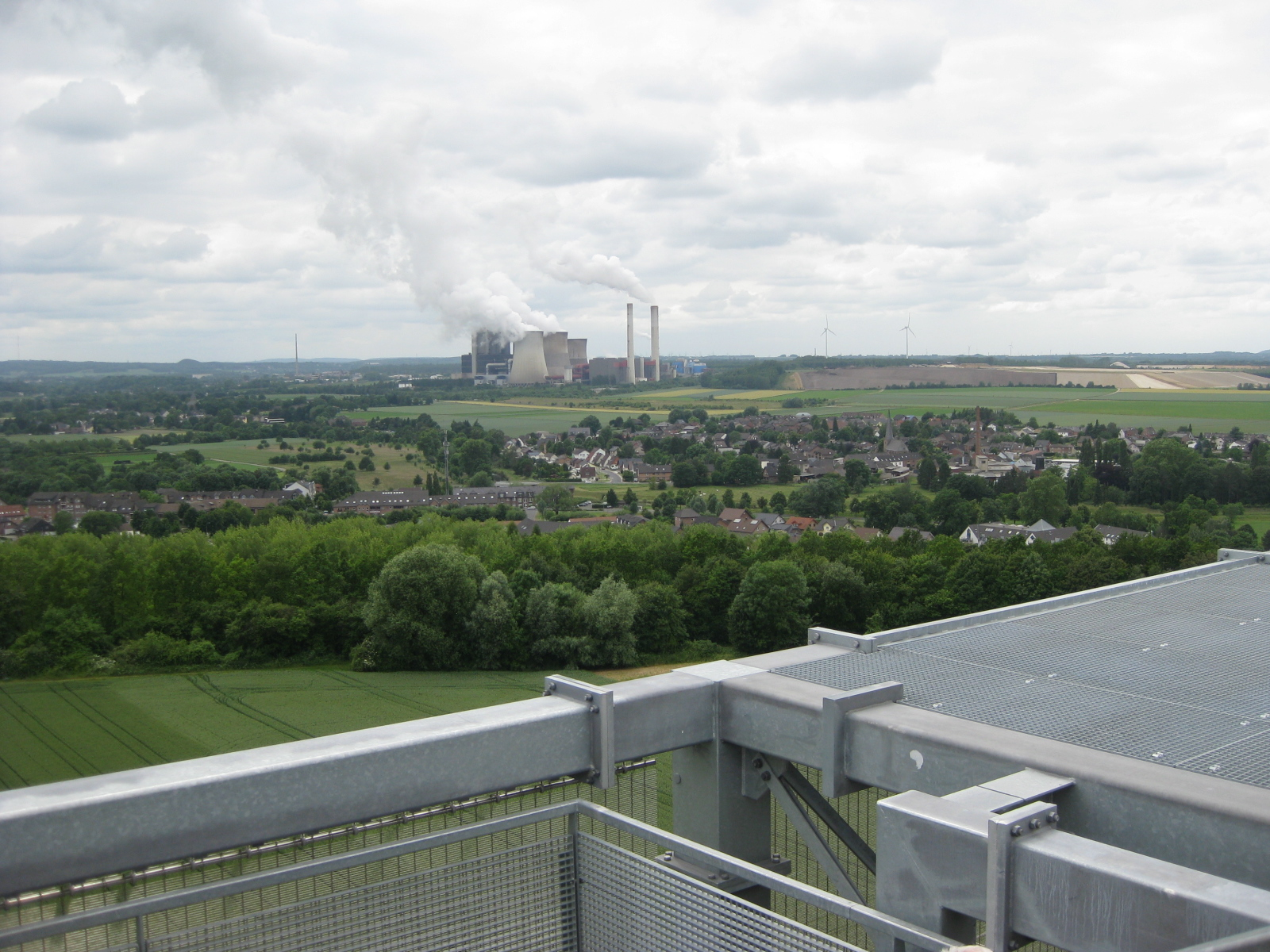
Blick vom Indemann bei Inden (die Erhebung am Horizont links vom Kraftwerk)

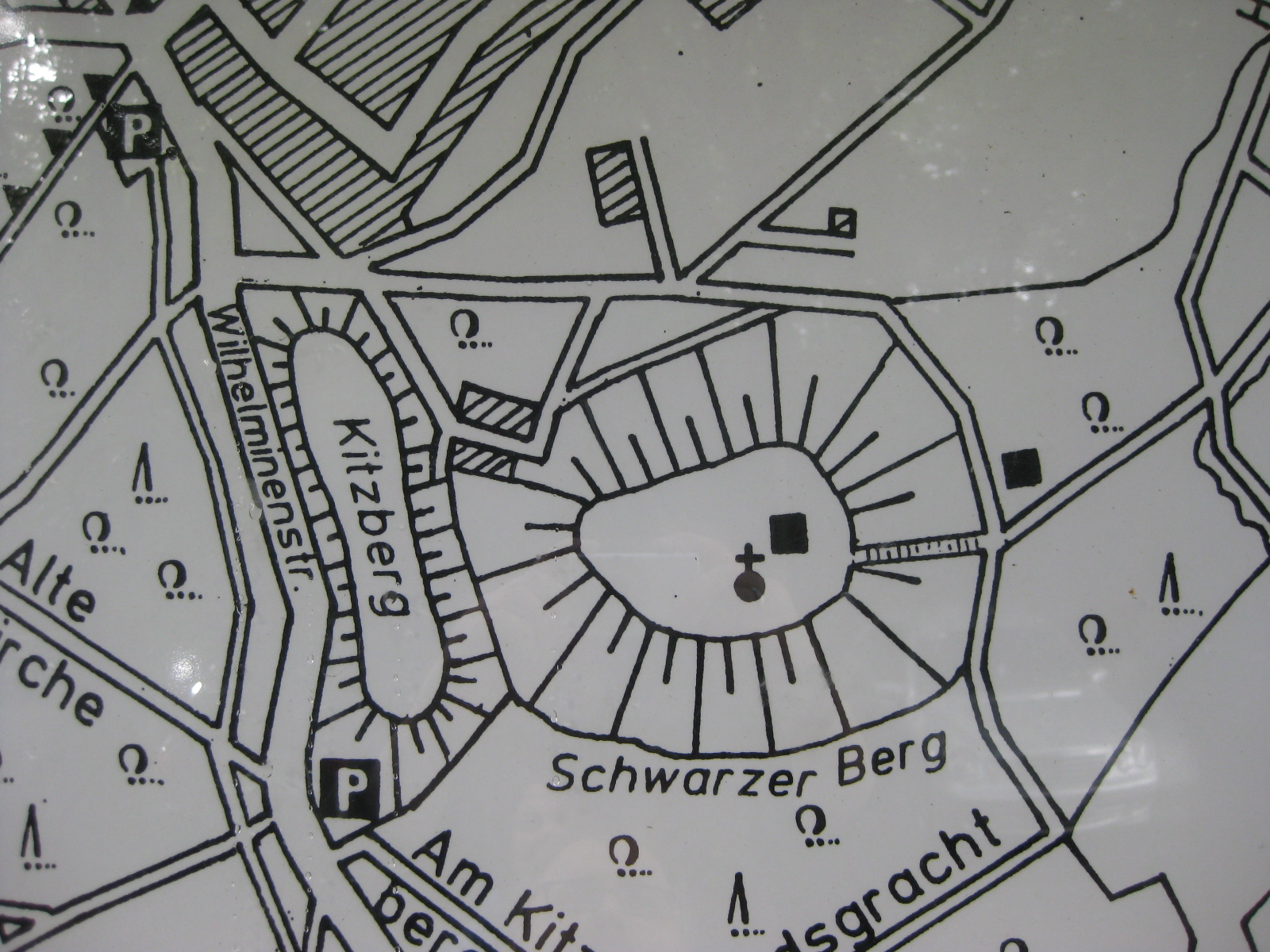
Lage von Schwarzem Berg und Kitzberg östlich der Wilhelminenstraße im Stadtwald

Der Schwarze Berg ist eine etwa 50 Meter hohe, mit überwiegend Birken bewachsene Halde im Eschweiler Stadtwald in der Städteregion Aachen. Auf seiner in 250,1 m ü. NN liegenden Spitze befindet sich ein Holzkreuz und ein Aussichtspunkt, von welchem man in Richtung Osten einen guten Blick über die Eschweiler Innenstadt und Stadtteile Bergrath, Hastenrath und Weisweiler hat. Seine Grundfläche beträgt rund 20 Hektar. Es führen etwa 120 Stufen zu seinem Gipfel hinauf und er gilt als Wahrzeichen des Eschweiler Bergbaus. Am Fuß der Treppe befindet sich eine Schutzhütte.

## Geschichte
Am Fuße des Schwarzen Berges befand sich der auch Heinrichsschacht genannte Kunstschacht. Dieser zur Wasserhaltung eingesetzte Schacht der ehemaligen Grube Centrum des Eschweiler Bergwerksvereins EBV war von 1857 bis 1891 in Betrieb. 1857 wurde nach zehnjähriger Bauzeit das Maschinenhaus des Schachtes mit je einer 1600 PS und 1300 PS starken Dampfkunst mit 18 Dampfkesseln vollendet und mit der Wasserkunst die tiefste Sohle bei 362,66 Meter erreicht. Das Gebäude wurde nach der Schließung umgebaut und diente bis zum Abbruch Mitte 1970 zu Wohnzwecken.
Über den Hohlweg „Hundsgracht“, welcher noch heute annähernd in Nord-Süd-Richtung durch die Felder zwischen Röthgen und Bergrath verläuft, führte von 1888 bis zum Zweiten Weltkrieg eine Seilbahn von der Grube Reserve bei Nothberg zur Concordia-Hütte am Ichenberg. Mit dieser Seilbahn wurde der Abraum zum Schwarzen Berg aufgekippt.

## Kitzberg
Westlich vom Schwarzen Berg schließt sich der deutlich niedrigere und lang gestreckte Kitzberg an. Auch der Kitzberg ist eine Bergehalde. Er wurde während des Betriebs des „Kronprinzenschachts“ von 1840 bis 1883 angeschüttet. „Kitzberg“ bedeutet „spitzer Berg“.